# G.729
G.729是ITU-T 定義的音頻編碼演算法，frame 只有10ms，G.729点到点的时延为25ms，G.729基於CELP模式，用CS-ACELP（Conjugate-Structure Algebraic Code Excited Linear Prediction）方法以8Kbps的波特率對語音進行編碼。
G.729 幾乎都使用於 Voice over IP（VoIP），G.711編解碼器可將VoIP壓縮至 65Kb/s，使之可以在區域網上傳輸。
外部链接
- ITU-T G.729 page
- G.729 Error Recovery for Internet Telephony
- ITU Patent database（页面存档备份，存于）
- Sipro administers the patent pool for G.723.1 and G.729（页面存档备份，存于）

参考：

1. ↑  . （原始内容存档于06.04.2021）.